# Slaget om Tschinvali
Slaget om Tschinvali är ett slag som pågick i Sydossetiens huvudstad Tschinvali i Georgien, från 8 augusti till 10 augusti 2008, som det första stora slaget i kriget i Georgien.

## Slagets början
Den georgiska armén passerade gränsen till utbrytarrepubliken tidigt på morgonen den 8 augusti 2008. Stridsvagnar och andra bepansrade fordon, stöda av artilleri, angrep Tschinvali. De möttes inte av något större motstånd av de ossetiska styrkorna. Klockan 00:53 den 8 augusti (lokal tid, 20:53 8 augusti UTC), började georgiska styrkor att bombardera staden, däribland flyktvägen ut ur staden.

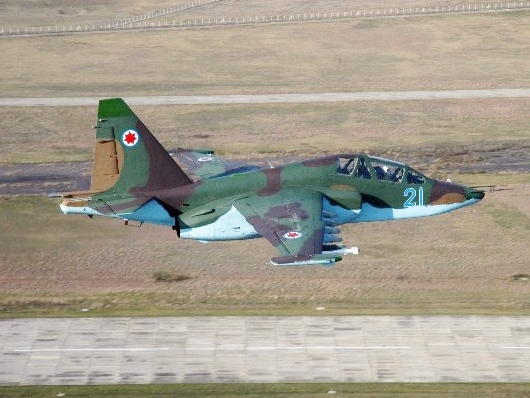
Georgiskt Su-25-stridsflygplan, av samma typ som Georgien använde under kriget.

Via den ryska nyhetsbyrån Interfax meddelade ledaren för Sydossetien att hans trupper var i hård strid mot georgiska styrkor i utkanten av huvudstaden, Tschinvali. Klockan 04:45 meddelade Georgiens minister för återintegrering, Temuri Jakobasjvili, att Tschinvali var nästan helt omringat och att Georgien kontrollerade 2/3 av Sydossetien. Mot slutet av dagen kontrollerade den georgiska armén en stor del av staden.
En bit in på dagen rapporterade ryska media om att civila hade dödats i staden. Det blev också rapporterat att ett sjukhus och ett universitet i Sydossetiens huvudstad Tschinvali hade träffats av georgiska artillerigranater.

## Rysk motoffensiv
Den ryska armén passerade den 8 augusti över gränsen till Sydossetien, och gick i strid mot de georgiska styrkorna utanför huvudstaden. De ryska styrkorna var huvudsakligen från den ryska 58:e Armén, enligt de ryska fredsbevarande styrkorna utanför staden.
Nordossetiens president Mamsurov meddelade den 8 augusti att flera frivilliga från Nordossetien, var på väg mot Tschinvali för att strida mot Georgien. På morgonen den 9 augusti släpptes ryska fallskärmssoldater över Tschinvali. Chefen för de ryska marktrupperna, Vladimir Boldyrev, hävdade att de hade tagit militär kontroll över Tschinvali. Georgiska styrkor sköt samma morgon ned två ryska stridsflygplan, ett jaktplan och ett bombplan. Enligt Lomaia, sekreterare för Georgiens säkerhetsråd, togs en av piloterna till fånga. Samma dag rapporterades det om 1600 döda och 90 skadade.
Senare på dagen beordrade den georgiska presidenten en tillbakadragning från staden, för att ge sitt bidrag till en vapenvila. Styrkorna blev positionerade runt staden. Men den ryska presidenten krävde att alla georgiska styrkor måste dra sig ut ur Sydossetien för att krigshandlingarna skulle avslutas. Sekreteraren i Georgiens nationella säkerhetsråd, Kacha Lomaia, hävdade att de georgiska soldaterna fortfarande blev beskjutna efter tillbakadragningen.

Reuters rapporterade att representanter från Sydossetien hävdade att striderna i de sydliga delarna av Tschinvali slutade runt midnatt, men dessa rapporter blev inte bekräftade. Reuters meddelade också att den ryska befälhavaren av den 58:e armén i Sydossetien, generallöjtnant Anatolij Chruljov, blev sårad av georgiska styrkor utanför staden tidigt på morgonen.
Enligt den georgiska återintegreringsministern Temur Jakobasjvili, drog sig de georgiska styrkorna tillbaka under beskjutning för att skifta position, och skapa en säker humanitär korridor för evakuering av sårade.
Den 10 augusti sa en talesman från Ryssland att de hade tagit kontroll över den sydossetiska huvudstaden, samtidigt bekräftade de att de georgiska styrkorna hade dragit sig bort från Tschinvali.